# 芬兰中间党
芬兰中间党（芬蘭語：Suomen Keskusta）是芬兰的一个中间派政党。从2024年6月起党主席由安蒂·凯科宁担任。

## 歷史

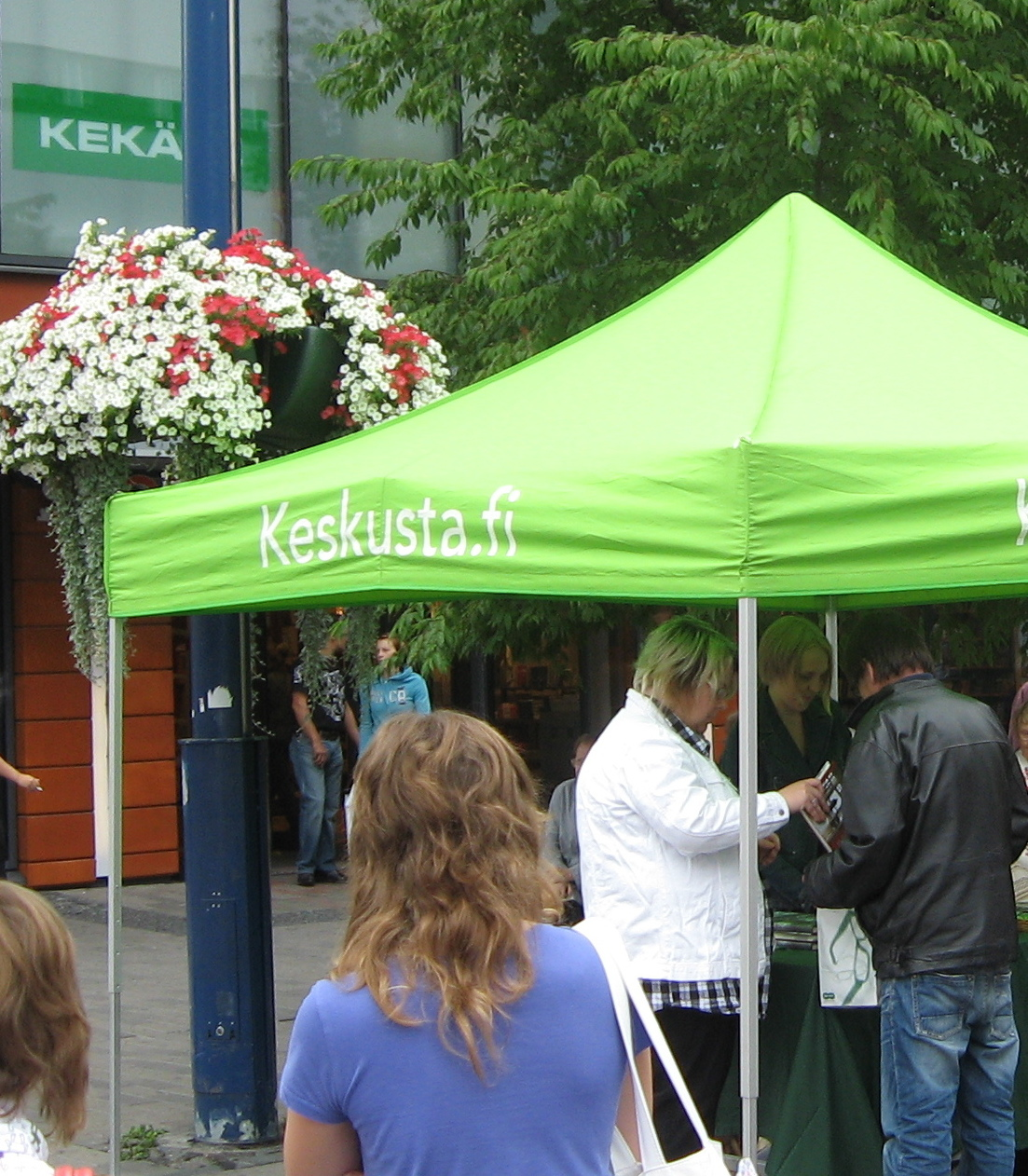
在于韦斯屈莱的中间党竞选摊位

中间党于1906年成立，曾先后称农村居民联盟、农民联盟和中间力量，1988年6月改为现名。
中间党雖然作為中間派及自由主義政黨，但其在社會問題上偏向保守。
中间党的支持度主要位於芬兰首都地区之外的鄉郊地區和小城镇里。